# RKSV Volendam in het seizoen 1957/58
Het seizoen 1957/1958 was het derde jaar in het bestaan van de Volendamse betaaldvoetbalclub Volendam. De club kwam uit in de Eerste divisie A en eindigde daarin op de zesde plaats. Tevens deed de club mee aan het toernooi om de KNVB Beker, hierin werd in de finale verloren van Sparta (3–4).

## Wedstrijdstatistieken

### Eerste divisie B
|       | AGOVV | Alkmaar '54 | D.F.C | DWS   | EDO   | Excelsior | De Graafschap | Helmond | HVC   | RBC   | Roda Sport | SVV   | Vitesse | VSV   | Willem II |
| ----- | ----- | ----------- | ----- | ----- | ----- | --------- | ------------- | ------- | ----- | ----- | ---------- | ----- | ------- | ----- | --------- |
| Thuis | 6 – 2 | 1 – 2       | 1 – 1 | 2 – 3 | 3 – 1 | 4 – 1     | 1 – 2         | 1 – 2   | 2 – 0 | 1 – 1 | 3 – 2      | 3 – 3 | 2 – 0   | 3 – 1 | 4 – 2     |
| Uit   | 2 – 0 | 1 – 2       | 2 – 0 | 1 – 1 | 3 – 2 | 0 – 1     | 0 – 3         | 2 – 2   | 4 – 1 | 1 – 2 | 2 – 5      | 3 – 0 | 2 – 1   | 0 – 4 | 1 – 1     |

### KNVB Beker
| 1e ronde                                           | Volendam                                                                    | 4 – 2 (1 – 1) | De Spartaan                                                          |
| 26 december 1957 Plaats: Volendam Julianaweg       | Jaap Smit 34', 62' Henk Jonk 50' Dick Tol 87'                               |               | 24' Co Valks Hemminga                                                |
| 2e ronde                                           | Volendam                                                                    | 3 – 2 (1 – 0) | Amsterdam                                                            |
| 30 april 1958 Plaats: Volendam Julianaweg          | Harmen Veerman 36' Ben Steur 50' Dick Tol 59'                               |               | 73' Klaas Smit 90' (pen.) Han Tolmeijer                              |
| 3e ronde                                           | Volendam                                                                    | 2 – 0 (1 – 0) | Stormvogels                                                          |
| 21 mei 1958 Plaats: Volendam Julianaweg            | Dick Tol 15' Snelders 50' (e.d.)                                            |               |                                                                      |
| 4e ronde                                           | Volendam                                                                    | 4 – 0 (2 – 0) | Excelsior                                                            |
| 7 juni 1958 Plaats: Volendam Julianaweg            | Harmen Veerman 9', 19' Dick Tol 47' Ben Steur 62'                           |               |                                                                      |
| Kwartfinale                                        | Wageningen                                                                  | 2 – 9 (2 – 5) | Volendam                                                             |
| 15 juni 1958 Plaats: Wageningen De Wageningse Berg | Charley van de Weerd 9' Joop van de Kolk                                    |               | 8', 14', –', –', 38', 50', 75' Dick Tol 80' Harmen Veerman Ben Steur |
| Halve finale                                       | MVV                                                                         | 1 – 3 (1 – 1) | Volendam                                                             |
| 21 juni 1958 Plaats: Nijmegen Goffertstadion       | Chris Coenen 28'                                                            |               | 44' Dick Tol 80', 85' Harmen Veerman                                 |
| Finale                                             | Sparta                                                                      | 4 – 3 (3 – 2) | Volendam                                                             |
| 26 juni 1958 Plaats: Amsterdam Olympisch Stadion   | Tinus Bosselaar 8' Klaas Karregat 20' (e.d.) Peet Geel 38' Ad Verhoeven 69' |               | 18', 70' Jaap (Jut) Smit 41' Dick Tol                                |

## Statistieken Volendam 1957/1958

### Eindstand Volendam in de Nederlandse Eerste divisie A 1957 / 1958
| Stand | Gespeeld | Gewonnen | Gelijk | Verloren | Punten | Doelpunten voor | Doelpunten tegen |
| ----- | -------- | -------- | ------ | -------- | ------ | --------------- | ---------------- |
| 6e    | 30       | 14       | 6      | 10       | 34     | 62              | 47               |

### Topscorers
| #      | Naam           | Goal |
| ------ | -------------- | ---- |
| 1.     | Dick Tol       | 25   |
| 2.     | Jaap Smit      | 15   |
| 3.     | Harmen Veerman | 10   |
| 4.     | Dick Maurer    | 4    |
| 4.     | Bruin Steur    | 4    |
| 6.     | Thijs Bond     | 1    |
| 6.     | Henk Jonk      | 1    |
| 6.     | Johan Pelk     | 1    |
| 6.     | Ben Steur      | 1    |
| Totaal | Totaal         | 62   |

| #              | Naam                   | Goal |
| -------------- | ---------------------- | ---- |
| 1.             | Dick Tol               | 13   |
| 2.             | Harmen Veerman         | 6    |
| 3.             | Jaap Smit              | 4    |
| 4.             | Ben Steur              | 3    |
| 5.             | Henk Jonk              | 1    |
| Eigen doelpunt |                        |      |
| –              | Snelders (Stormvogels) | 1    |
| Totaal         | Totaal                 | 28   |